# Megas Frenštát pod Radhoštěm
Megas Frenštát pod Radhoštěm byl český futsalový klub z Frenštátu pod Radhoštěm. Klub byl založen v roce 1999 osamostatněním rezervního týmu klubu IFT Computers Ostrava. Hned ve své první sezóně se klubu povedl postup do nejvyšší soutěže. V sezóně 2002/03 klub dokráčel až do finále nejvyšší soutěže, kde podlehl klubu 1. FC Nejzbach Vysoké Mýto 1:2 na zápasy. V roce 2005 se klub odhlásil z 1. ligy a následně ukončil svoji činnost.

## Umístění v jednotlivých sezonách
Zdroj:
Legenda: Z - zápasy, V - výhry, R - remízy, P - porážky, VG - vstřelené góly, OG - obdržené góly, +/- - rozdíl skóre, B - body, červené podbarvení - sestup, zelené podbarvení - postup, světle fialové podbarvení - přesun do jiné soutěže
| Česko (1999 – 2005) |                      |       |    |    |   |    |     |     |      |    |       |             |
| Sezóny              | Liga                 | Úrov. | Z  | V  | R | P  | VG  | OG  | +/-  | B  | P. ZČ | Play-off    |
| 1999/00             | 2. liga – sk. Východ | 2     | 30 | 26 | 2 | 2  | 240 | 76  | +164 | 80 | 1.    |             |
| 2000/01             | 1. celostátní liga   | 1     | 26 | 10 | 2 | 14 | 110 | 119 | -9   | 32 | 10.   |             |
| 2001/02             | 1. celostátní liga   | 1     | 26 | 16 | 4 | 6  | 120 | 90  | +30  | 52 | 1.    | Čtvrtfinále |
| 2002/03             | 1. celostátní liga   | 1     | 22 | 13 | 3 | 6  | 109 | 75  | +34  | 42 | 1.    | Finále      |
| 2003/04             | 1. celostátní liga   | 1     | 22 | 15 | 0 | 7  | 113 | 65  | +48  | 45 | 1.    | Čtvrtfinále |
| 2004/05             | 1. celostátní liga   | 1     | 22 | 7  | 4 | 11 | 84  | 78  | +6   | 25 | 9.    |             |